# La storia di un matrimonio
La storia di un matrimonio (in inglese The Story of a Marriage) è un romanzo del 2008 dello scrittore statunitense Andrew Sean Greer. Il romanzo racconta le vicende di una famiglia la cui unità rischia di essere compromessa dal ritorno di un vecchio amante del marito.

## Trama
Le vicende descritte nel romanzo si svolgono in gran parte a San Francisco nel 1953, nel periodo finale della guerra di Corea. Holland Cook e Pearlie sono due giovani di colore che abitano in un paese del Kentucky. Nel 1943 Holland viene chiamato alle armi: con l'aiuto di Pearlie cerca di nascondersi in casa della madre ma viene scoperto e arruolato. Pearlie viene invitata a trasferirsi in California, dove un funzionario le trova lavoro in una fabbrica chiedendole di tenerlo informato su ogni attività sospetta di cui venga a conoscenza.
I contatti tra Holland e Pearlie si perdono e il loro fidanzamento sembra definitivamente finito, ma al termine della guerra si incontrano per caso a San Francisco e decidono di sposarsi. Due anziane zie di Holland, Alice e Beatrice, cercano di mettere in guardia Pearlie raccontandole che Holland, uomo di cui tutti ammirano la bellezza, ha una malattia: vogliono farle capire che Holland è omosessuale, ma Pearlie non le intende e si convince che il marito sia malato di cuore.
Holland ha avuto una relazione con un ricco imprenditore bianco, Charles Drumer detto Buzz, conosciuto in un ospedale militare dove quest'ultimo è stato ricoverato per problemi nervosi. Buzz infatti è stato un obiettore di coscienza prestatosi a esperimenti sulla denutrizione, che lo hanno fatto quasi impazzire, tanto che si è mangiato un proprio dito. Qualche anno dopo il matrimonio, Buzz si presenta a casa dei Cook, che vivono, unica famiglia nera, nel quartiere di Sunset e hanno un figlio, Sonny, sofferente di poliomielite. Poco alla volta Buzz riesce a far capire la verità a Pearlie e le propone, in cambio di un cospicuo aiuto economico per lei e Sonny, di consentirgli di fuggire con Holland.
Pearlie cede e aiuta Buzz a eliminare l'ultimo ostacolo: Holland ha un'amante, Annabel, figlia di ricchi vicini di casa. Buzz e Pearlie fanno in modo che William, fidanzato di Annabel, venga arruolato, inducendo così Annabel a sposarlo e abbandonare la relazione con Holland. Poco dopo William rimane gravemente ferito durante un'esercitazione. Tutto sembra pronto per la fuga di Buzz e Holland, e Pearlie si è preparata alla vita che trascorrerà da sola con Sonny. La sera del giorno previsto per la fuga Pearlie si addormenta convinta che non rivedrà più il marito, ma con sua grande sorpresa il mattino seguente Holland è ancora a casa. Buzz si presenta furioso e tra lui e Holland c'è una lite violenta. Poi Buzz sparisce per sempre e Pearlie e Holland continuano normalmente la loro vita coniugale.
Passano gli anni, Sonny guarisce dalla poliomielite, viene dichiarato abile per la guerra del Vietnam ma rifiuta di arruolarsi e fugge. In seguito riesce a rientrare negli Stati Uniti e molto tempo dopo, quando Holland è ormai morto, diventa funzionario di una ONG, della quale Buzz è casualmente sostenitore. Scoperto chi è Sonny, Buzz, in occasione di un convegno a San Francisco, cerca di rivedere Pearlie, ma quest'ultima lo lascia aspettare inutilmente nell'atrio di un albergo.

## Edizioni
- Andrew Sean Greer, La storia di un matrimonio, traduzione di Giuseppina Oneto, collana Fabula, Adelphi, 2008,  p. 224, ISBN 978-88-459-2328-9.
- Andrew Sean Greer, La storia di un matrimonio, traduzione di Giuseppina Oneto, collana gli Adelphi n. 382, Adelphi, 2011,  p. 224, ISBN 978-88-459-2553-5.